# ان‌جی‌سی ۱۲۹
ان‌جی‌سی ۱۲۹ (به انگلیسی: NGC 129) یک خوشه ستاره‌ای باز با قدر ظاهری ۷٫۳ است که در صورت فلکی ذات‌الکرسی قرار دارد.